# Signal Transduction and Targeted Therapy
Signal Transduction and Targeted Therapy ist eine multidisziplinäre, von Experten begutachtete, frei zugängliche wissenschaftliche Fachzeitschrift, die sich mit biomedizinischer Forschung mit besonderem Schwerpunkt auf Signaltransduktion und ihrer Anwendung im Arzneimittelentwicklungsprozess befasst. Sie wurde 2016 gegründet und wird von Nature Research veröffentlicht. Die Chefredakteure sind Carlo M. Croce (Ohio State University), Kang Zhang (Macau University of Science and Technology) und Yu-Quan Wei (West China Medical Center). Laut den Journal Citation Reports hat die Zeitschrift für 2020 einen Impact Factor von 18,187.